# Bledzew
Bledzew este o arie protejată (sit de importanță comunitară — SCI) din Polonia întinsă pe o suprafață de 26,01 ha, integral pe uscat.

## Localizare
Centrul sitului Bledzew este situat la coordonatele 52°34′37″N 15°23′40″E / 52.5769°N 15.3945°E.

## Înființare
Situl Bledzew a fost declarat sit de importanță comunitară în ianuarie 2022 pentru a proteja un număr necunoscut de specii din flora spontană și fauna sălbatică aflate în arealul zonei.

## Biodiversitate
Situată în ecoregiunea continentală, aria protejată conține 1 habitat natural: Pajiști uscate europene.
La baza desemnării sitului se află un număr nedeclarat de specii protejate.